# Bundesarbeitskreis Christlich-Demokratischer Juristen
Bundesarbeitskreis Christlich-Demokratischer Juristen (BACDJ; pol. Federalny Zespół Roboczy Chrześcijańsko-Demokratycznych Prawników) – niemiecki think tank wspierający i doradzający zarządowi partyjnemu CDU w sprawach prawniczo-politycznych.
Czynnie bierze udział w wielu dyskusjach publicznych o szeroko pojętej tematyce społecznej.
Od 2001 do 2009 r. przewodniczącym BACDJ był Norbert Röttgen.